# Saint-Pantaly-d'Excideuil
 Saint-Pantaly-d'Excideuil  (en occitano Sent Pantalí d'Eissiduelh) es una población y comuna francesa, situada en la región de Aquitania, departamento de Dordoña, en el distrito de Périgueux y cantón de Excideuil.

## Demografía
| 208 | 203 | 185 | 155 | 142 | 157 |
| Para los censos de 1962 a 1999 la población legal corresponde a la población sin duplicidades (Fuente: INSEE [Consultar]) |     |     |     |     |     |